# Jonas-Philipp Dallmann

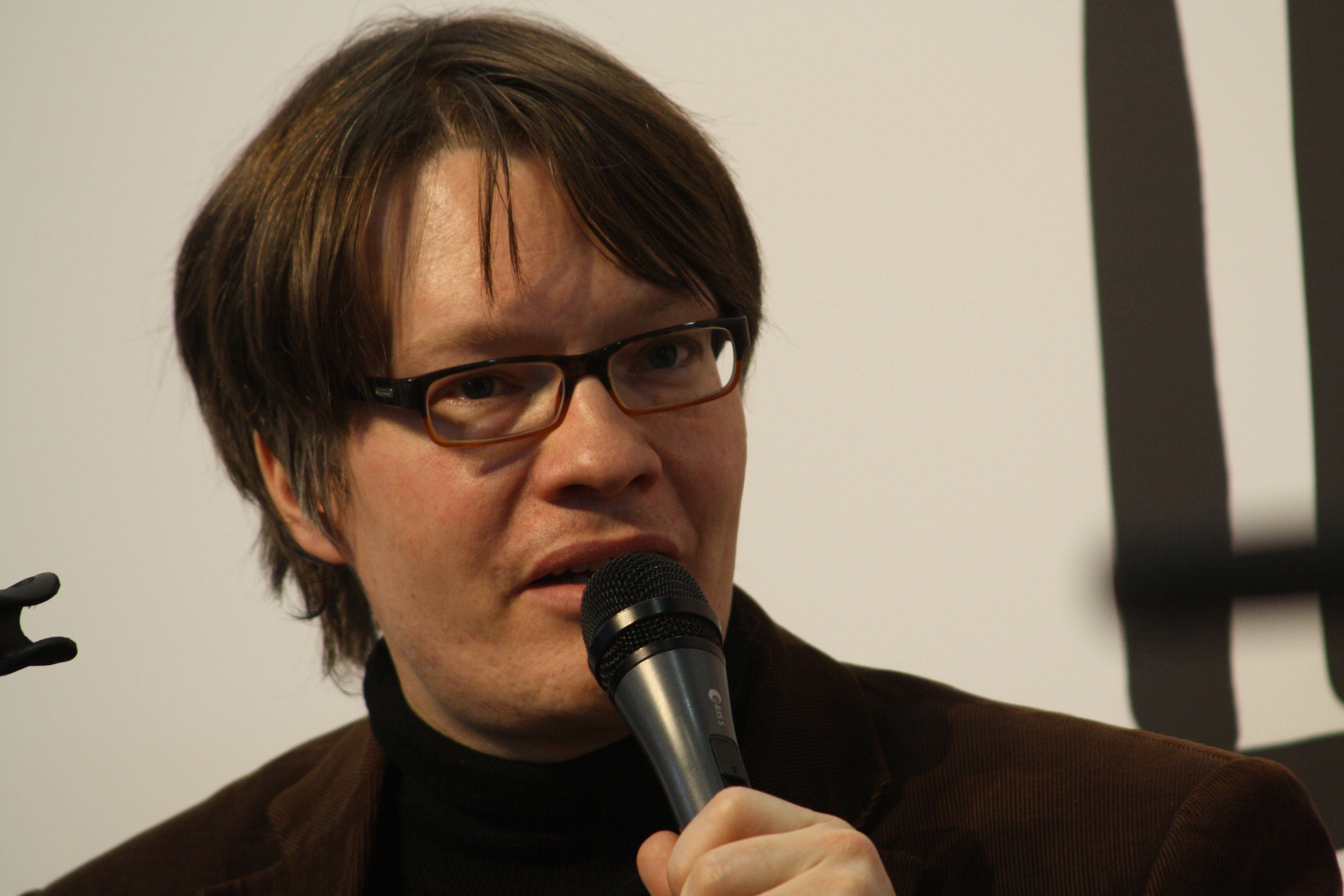
Jonas Philipp Dallmann auf der Leipziger Buchmesse 2012

Jonas-Philipp Dallmann (* 4. März 1969 in Berlin) ist ein deutscher Architekt und Schriftsteller.

## Leistungen
Jonas-Philipp Dallmanns Kurzgeschichten, in einer langsamen, zumeist detailreichen Sprache abgefasst, spielen mit der Wahrnehmung der Wirklichkeit und bedienen sich verstörend surrealer Bilder. Im Mittelpunkt stehen zumeist vereinzelte Individuen an einsamen Orten wie Abrisshäusern, Hochhauswohnungen oder heruntergekommenen Vorstadtvillen. Sein Debütroman Notschek, 2011 bei Luftschacht in Wien erschienen, erweitert ein scheinbar intimes Kammerspiel zwischen drei Figuren zu einer beklemmenden Dystopie, welche die Totalitarismen des 20. Jahrhunderts zitiert.

## Auszeichnungen
- 2004 MDR-Literaturpreis (2. Preis für Die Fabriken)
- 2004 Stipendium der Österreichischen Nationalbank im Rahmen des 8. Klagenfurter Literaturkurses
- 2005 Alfred-Döblin-Stipendium[1]
- 2007 1. Preis des Künstlerhauses Bethanien im Rahmen der Ausstellung „WalK!“
- 2017 Alfred-Döblin-Stipendium[2]
- 2019 Werkstipendium des Deutschen Literaturfonds[3]
- 2024 Magdeburger Stadtschreiber[4]

## Veröffentlichungen

### Bücher
- Wirtschaftskrise: Krisenkompetenz in 50 × 2 Minuten. Heragon-Verlag, Freiburg 2009, ISBN 3-941574-08-6.
- Expresspaket Burn-Out: So schützen Sie sich. Heragon-Verlag, Freiburg 2010, ISBN 3-941574-34-5.
- Notschek. Roman. Luftschacht-Verlag, Wien 2011, ISBN 978-3-902373-92-2
- Die Reise, in: Zerschlagen, Anthologie, VHV-Verlag, Berlin 2018, ISBN 978-3-9818621-5-7
- Die milchfarbene Haut der Türen. Erzählungen, VHV-Verlag, Berlin 2019, ISBN 978-3-9818621-6-4

### Beiträge
- Der Freund. Eine Beherbergung, in: Konzepte. Literatur zur Zeit. Nr. 23/2003.
- Das Kästchen, in: Maskenball, Nr. 49/2003.
- Vogelsand. Ein Album, in: Wuchold, Cara (Hrsg.): Tapetenware. Kollektion Prosa, Books on Demand GmbH, Norderstedt, 2004,[5] ISBN 3-8334-1010-8
- Die Kugel, in: Entdeckungen Nr. 1 / 2004 (CD-ROM Digitale Bibliothek), ISBN 3-89853-040-X.
- Aufräumen, in: Macondo, Nr. 12/2004. ISSN 1436-7378, ISBN 3-933794-12-9
- Die Treppe, in: Entwürfe, Nr. 40/2004.
- Das Abrisshaus, in: Rabenflug, Nr. 26/2004.
- Die Fabriken, in: Gestern Morgen, heute Nacht und andere Erzählungen, Faber und Faber, Leipzig 2005, ISBN 3-936618-53-4
- Nuscheler, in: Dichtungsring, Nr. 33/2005.
- Wohnungsbesichtigung, in: comma, Nr. 12/2005.
- Zehn Türen. Ein Traumalbum. In: Regine Mönkemeier (Hrsg.): Der Dreischneuß. Nr. 17. Marien-Blatt-Verlag, Lübeck 2005, urn:nbn:de:bsz:mar1-dd001-zdb2597899-82.
- Modellbahn, in: do!pen Nr. 14/2006, Verlag Thomas Tonn, Bad Kreuznach.
- Zwischenapplaus und Versteck, in: Lesefutter 2006[6]
- Augenaufschlag, in: Postcard Stories Love, Ars Vivendi, Cadolzburg, 2007, ISBN 3-89716-814-6.
- Flausen (Auszüge), in: plumbum Nr. 9/2008.
- Der Maler, in: Wenn die Biken brennen. Phantastische Geschichten aus Schleswig-Holstein. Verlag Einundsiebzig, Plön, 2009. ISBN 978-3-928905-76-3